# 蘋果姐姐
蘋果姐姐（1975年10月16日—），本名彭薇霖，曾為YOYO家族成員之一，2005年4月加入緯來藝人家族，為【緯來兒童台】《快樂Baby Q》主持人暨製作人，曾為MOMO親子台節目主持人及兒童節目制作人。
彭薇霖在世新大學新聞系畢業後，先加入傳媒成為運動節目執行製作和主持人，之後曾擔任中華航空空服員與中華汽車工業股份有限公司公關。加入東森後，自資成立專門製作兒童節目的「播種傳播公司」並任節目總監。
蘋果姐姐在台灣小朋友的心中有一個很良好的印象。據她以前一起搭檔的同事西瓜哥哥（李岳）在東森綜合台《開運鑑定團》節目透露，她離開東森之後，很多小朋友及家長都打電話到電視台，說很懷念她。後來電視台安排水蜜桃姐姐與西瓜哥哥搭檔做節目，有小朋友認為西瓜哥哥「變了心」，並表示要罷看他主持的電視節目，使大家哭笑不得。

## 主持節目
- 東森幼幼台
  - YoYo點點名
  - 親子CALL CALL樂
  - 謎謎貓親子俱樂部
  - BIBI Wonderland
  - BIBI小雪屋

- 台視
  - 酷酷小幫手

- 緯來兒童台 
  - 南極特快車
  - BIBI極光島
  - 天才接班人
  - 快樂Baby Q

- MOMO親子台
  - MOMO歡樂谷
  - 東摸摸西摸摸

## 製作節目
- 台視《酷酷小幫手》（編劇）
- 緯來兒童台的兒童唱遊節目《快樂Baby Q》、兒童戲劇節目《南極特快車》
- 東森幼幼台《親子CALL CALL樂》節目製作人
- 東森幼幼台《謎謎貓親子俱樂部》節目製作人

## 唱片
- YOYO點點名1-親子搖擺童樂會
- YOYO點點名2-懶人樹小步舞
- YOYO點點名3-YoYo Love You
- YOYO點點名4-快樂木屐鞋
- YOYO點點名5-郊遊點點名
- MOMO歡樂谷1-快樂BABY加加油
- MOMO歡樂谷2-歡樂谷的異想世界
- MOMO歡樂谷3-歡樂谷的夢想嘉年華
- MOMO歡樂谷4-歡樂谷的奇幻樂園

## 著作
- 《有聲蘋果派: BIBI的仙后冰星》彭薇霖 著，播種傳播2004年6月初版，ISBN 9572965905
- 《蘋果童話寫真》郭延恭、彭薇霖 著，播種傳播2004年10月19日初版，ISBN 9572965913
- 《蘋果姊姊ㄩˋ兒記》蘋果姊姊 著，柏室科藝2005年7月22日初版，ISBN 9867224299

## 外部連結
- 蘋果姐姐（彭薇霖）國際粉絲團| Facebook
- 蘋果姐姐天空部落格 （页面存档备份，存于）